# Кріс Річардс
Кріс Річардс (англ. Chris Richards, нар. 28 березня 2000, Бірмінгем, Алабама) — американський футболіст, захисник англійського клубу «Крістал Пелес» та національної збірної США. 
Чемпіон Німеччини, переможець Суперкубка Німеччини, переможець Суперкубка УЄФА

## Клубна кар'єра
Народився 28 березня 2000 року в місті Бірмінгем, штат Алабама. Вихованець юнацької команди клубу «Даллас». Влітку 2018 року його помітили скаути німецької «Баварії» і запросили в команду на правах оренди. Для отримання ігрової практики Кріс почав виступати за юнацький склад. 19 січня 2019 року Річардс підписав повноцінний контракт з німецьким клубом і став виступати за команду «Баварія II» з Третьої ліги.
20 червня 2020 року дебютував в основному складі «Баварії» в матчі німецької Бундесліги проти «Фрайбурга», вийшовши на заміну Хаві Мартінесу.
Відіграв за головну команду мюнхенського клубу 4 матчі в національному чемпіонаті, після чого 1 лютого 2021 року перейшов до «Гоффенгайма» на правах оренди.

## Виступи за збірні
У 2018 році у складі молодіжної збірної США Річардс виграв домашній Молодіжний чемпіонат КОНКАКАФ. На турнірі він зіграв у матчі групового етапу проти Гондурасу (1:0) та у фіналі проти Мексики (2:0). Це результат дозволив Крісу з командою поїхати на молодіжний чемпіонат світу 2019 року, де захисник зіграв у 4 з 5 ігор турніру, дійшовши з командою до чвертьфіналу.
3 листопада 2020 року Річардс був вперше викликаний до національної збірної США на товариські матчі зі збірними Уельсу 12 листопада і Панами 16 листопада. У матчі з панамцями дебютував за «зоряно-смугастих», вийшовши на заміну на 80-й хвилині замість Метта Міазги.

## Титули і досягнення
- Володар Суперкубка Німеччини (2):

«Баварія»: 2020, 2021
- Володар Суперкубка УЄФА (1):

«Баварія»: 2020
- Володар Кубка Англії (1):

«Крістал Пелес»: 2024-25
- Володар Суперкубка Англії (1):

«Крістал Пелес»: 2025
Збірні
- Чемпіон КОНКАКАФ (U-20): 2018
- Переможець Ліги націй КОНКАКАФ: 2022-23

| Дата       | Місто          | Господарі | Результат | Гості  | Турнір           | Голи | Примітки |
| ---------- | -------------- | --------- | --------- | ------ | ---------------- | ---- | -------- |
| 16-11-2020 | Вінер-Нойштадт | США       | 6 – 2     | Панама | товариський матч | -    | 77'      |
| Усього     |                | Матчів    | 1         |        | Голів            | 0    |          |